# Мексис, Иоаннис
Иоаннис Мексис (греч. Ιωάννης Μέξης) или Хадзияннис Мексис (греч. Χατζηγιάννης Μέξης; 1754 — 1844) — греческий судовладелец, политик и меценат, участник Освободительной войны Греции 1821—1829 годов.

## Биография
Род Мексисов ведёт своё начало из Северного Эпира. По причине турецких гонений, почти все семьи клана Мексисов, в начале 18-го века ушли из Эпира и обосновались в других областях Греции. Военачальник Теодорос Мексис обосновался первоначально в Леонидионе в Аркадии, а затем перебрался на остров Спеце.
Иоаннис, старший сын Теодороса, родился на Спеце в 1754 году (по другим данным в 1756 году).
К концу десятилетия 1790-х, Иоаннис Мексис совершил поездку в Палестину и с тех пор, как тогда было принято у православных на Балканах, получил арабский эпитет Хадзис (как совершивший христианский «хадж»).

## Судовладелец
Как и большинство специотов, Мексис с молодости обратил свои взоры к морскому делу. Будучи способным и рискованным, Мексис преуспел в морском деле, став одним из самых видных судовладельцев острова. Масштабы его коммерческой и судоходной деятельности характеризует следующий факт: В 1803 году одно из его судов, с грузом зерна на борту, было захвачено пиратами. Если для какого-либо мелкого судовладельца это было бы катастрофой, то Мексису удалось скомпенсировать убытки в течение года, за счёт доходов от других судов.

## Семья

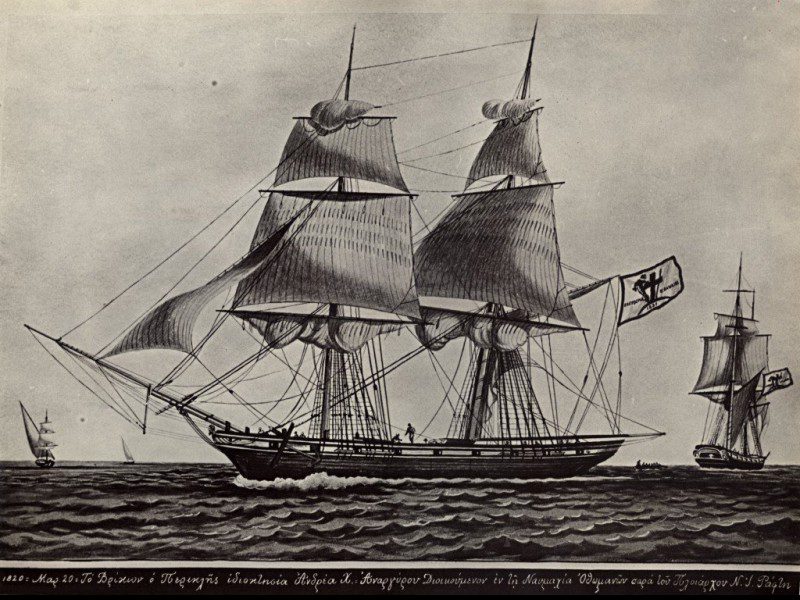
Март 1820 года. Бриг «Перикл» собственность Андреаса Хадзианаргиру под командованием капитана Н. Рафтиса

Мексис был женат на Диаманто Мораити, дочери коммерсанта Николаоса Морайтиса из Пелопоннеса. У Мексиса было 9 детей: 4 сына и 5 дочерей.
Женитьбой своих детей он укрепил связи с большинством знатных семей Спеце, что утвердило его положение в «аристократических» слоях острова.
Его сыновья были женаты на дочерях известных судовладельцев острова А. Гиниса Ласкарины Бубулины и Лазароса.
Младший, Георгиос, (1810—1837) был женат на дочери одного из самых знатных коммерсантов и судовладельцев острова Идра Георгия Кундуриотиса, но умер в возрасте 27 лет.
Один из его сыновей, Панайотис (1800—1885), принял участие в Освободительной войне на собственном судне и стал в старости председателем совета старейшин Спеце.
Впоследствии (после окончания Освободительной войны 1821—1829) его сын, Теодорос, стал депутатом от Спеце.
Другой сын, Николаос, стал мэром Спеце и морским министром при короле Оттоне.
Дочь, Каломира, вышла замуж за судовладельца Андреаса Хадзианаргиру. Остальные дочери вышли замуж за сыновей судовладельцев Н.Ламбру, А.Маниатиса и Г.Куциса.

## Накануне Греческой революции
В конце 1818 года, султанским фирманом, Мексис был назначен «Назиром» острова, то есть первым среди его знати, имея под своим командованием и османского жандарма острова. Это назначение ознаменовало также и официальную автономию Спеце, находившегося до того под управлением соседнего острова Идра.
Во внутренних делах острова Мексис и его «аристократическая» партия противостояли «народной» партии, которую возглавляли братья Ботасис.
Мексис негативно относился к революционной греческой организации Филики Этерия. Характерен эпизод, когда греческий военачальник и один из «апостолов» Этерии, Анагностарас, пытался убедить Мексиса вступить в Этерию. Мексис ответил, что в «Общество» он не вступит, пока не убедится, что во главе стоит российский министр, грек Каподистрия, Иоанн:A-280.
Осторожность Мексиса и других судовладельцев Спеце, также как и судовладельцев острова Идра, отчасти объяснятся тем, что они не хотели рисковать своим состоянием и общественным положением. Эти острова получили от осман режим автономии, с единственным обязательством платить налоги и поставлять моряков (меллахидов) на османский флот. Более того, в отличие от Идры, специотам удалось отделаться от обязательства ежегодно поставлять османам 100 моряков, выплачивая по 300—500 турецких грошей за моряка. В случае начала войны, судовладельцы рисковали своими кораблями, капиталом и имуществом. К тому же, специоты ещё помнили полное разрушение своего острова, когда полвека тому назад они приняли участие в восстании 1770 года вызванного первой архипелагской экспедиции русского флота.

## Греческая революция

Флаг острова Спеце в годы Греческой революции

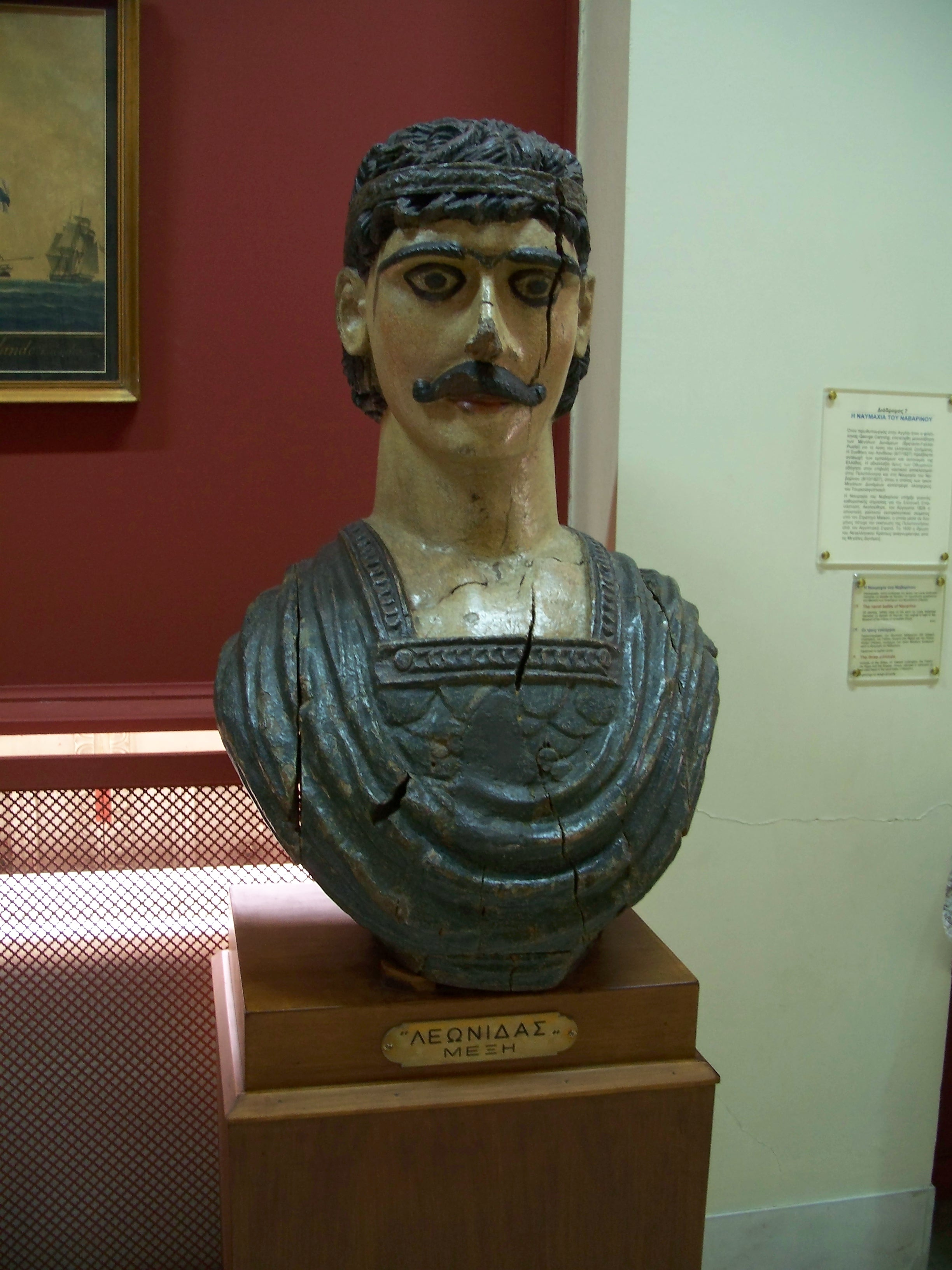
Гальюнная фигура брига Леонид Мексиса. Национальный исторический музей Греции.

С началом революции в марте 1821 года, восставшие Пелопоннеса обратились за содействием к островам Спеце и Идра. Как пишет А.Хадзианаргиру: «общественность была взволнована и готова к взрыву, но судовладельцы не торопились». При этом, не примкнув ещё к восставшим, специоты послали 30 марта боеприпасы в лагерь Петроса Мавромихалиса.
Мексис отправился на Идру, согласовывать действия с тамошними судовладельцами. Здесь он обнаружил, что судовладельцы-идриоты находились под аналогичным давлением гетериста капитана Антониса Иконому, настаивавшего на немедленном выступлении.
Между тем, развитие событий на Спеце было стремительным. 2 апреля, на собрании судовладельцев, было вновь принято решение ожидать выступления Идры. После собрания, братья Ботасисы и другие гетеристы острова заняли, без сопротивления, канцелярию острова и вывесили флаг Революции.
Мексис вернулся на остров. На новом собрании судовладельцев было принято решение признать свершившиеся события и готовить корабли к походу.
В церкви Святого Николая (покровителя острова) была проведена торжественная служба. Был сформирован революционный комитет, во главе с Мексисом, и посланы сообщения о вступлении Спеце в войну на Пелопоннес и острова Идра и Псара. Было принято решение послать корабли к Дарданеллам и к берегам Малой Азии, с целью совершить рейды и вызвать восстания местного греческого населения Ионии.
Были посланы две эскадры для блокады и участия в осаде крепостей Монемвасия (11 кораблей) и Навплион (8 кораблей).
Мексис предоставил четыре своих судна, «Фемистокла», «Эпаминонда», «Леонида» и «Перикла». Это были бриги построенные в период 1816—1820 годов. Согласно историку острова А.Хадзианаригиру, корабли Мексиса «были среди лучших на греческом флоте».
«Фемистокл», под командованием старшего сына Мексиса, Теодороса (род.1787), 29 сентября 1821 года принял участие в морском бое в заливе у города Кипарисия. В ходе боя, Фемистокл сел на песчаные отмели в устье реки Алфей. Экипаж, перед тем как оставить бриг, предварительно поджёг корабль. Туркам удалось потушить огонь. Огорчение Мексиса было двойным, как по поводу потери судна, так и по причине того что оно попало в руки врага.
Кроме своих, Мексис предоставил революционному флоту суда, где он был совладельцем вместе со своими зятьями Афродиту (Г. Ламбру), Фемистокла (Г. Куциса), Дюка Михаила (Н. Адриану), Конте Беникса и Александра Первого (Г. Цупаса). Кроме кораблей, Мексис предоставил в годы Освободительной войны финансовые средства, эквивалентные 735.360 золотых драхм, на содержание флота. Историк Д.Коккинос пишет, что финансовый вклад Мексиса в войну соизмерим с вкладом семьи идриотов Кунтуриоти.
Финансовые издержки Мексиса за годы войны подтверждаются существенным ухудшением экономического состояние семьи после окончания Освободительной войны в 1829 году. В силу своего возраста (67 лет к началу Революции) Мексис не принимал участие в боевых действиях флота, но председательствовал на советах судовладельцев острова на всём протяжении войны. Ипсиланти, Дмитрий Константинович назначил его председателем комитета, который делил трофеи между общиной и моряками. Мексис был избран представителем Спеце на Национальных собраниях Эпидавра и Аструс.

## 8 сентября 1822 года
.

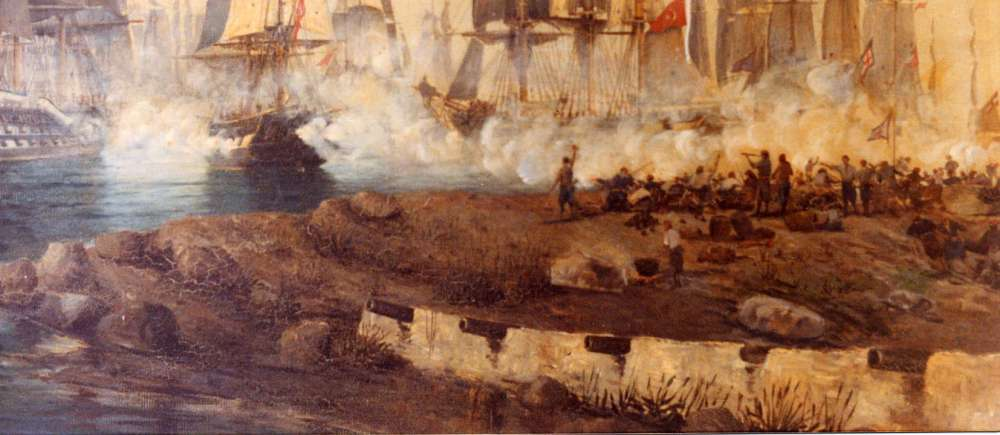
Батарея Мексиса на фоне Сражения при Спеце

Всего лишь раз 68-летний Мексис принял непосредственное участие в военных действиях, но заслужил право быть отмеченным историками войны.
В августе 1822 года османский флот (87 единиц, из которых 6 линейных кораблей и 15 фрегатов) предпринял попытку уничтожить основные базы греческого флота, острова Идра и Спеце. Объединённый флот трёх греческих островов (включая флот острова Псара) насчитывал 57 вооружённых торговых судов и 10 брандеров:В-275.
При приближении османского флота, всё население Спеце перебралось на соседнюю, скалистую и более удобную для обороны, Идру. Только 60 человек, возглавляемые Мексисом и Анастасием Андруцосом, остались на родном острове «поклявшись быть погребёнными на земле, где они родились».
Вместе с Мексисом, умереть в бою за родной остров остались его сын, Николаос, и зятья И. Куцис, Д. Ламбру и Н. Лазару. Под командованием Мексиса, были установлены три пушечные батареи. Самая сильная из них была расположена на входе в Старую гавань. По приказу Мексиса были собраны все имеющиеся на острове головные уборы, которые были нанизаны на кустарники по побережью. Вместе с огнями, зажжёнными в разных частях острова, это должно было создавать видимость присутствия на острове больших сил.
В морском сражении 8 сентября 1822 года, на виду стрелявших по туркам береговых батарей, объединённый флот трёх греческих островов одержал верх и османский флот «бежал, гонимый греческими брандерами»:В-276. При этом, именно крики «благородного старейшины Мексиса, взывавшего к Отечеству, Вере и Чести», поощряли героя того сражения, брандериста Космаса Барбациса, направить свой брандер на турецкий флагман.

## После войны
По окончании Освободительной войны, Мексис был среди сторонников первого правителя воссозданного греческого государства, Иоанна Каподистрии. Мексис оставался до конца горячим сторонником и другом Каподистрии. Каподистрия отвечал ему взаимным уважением и назначил Мексиса председателем комитета по постройке школы на острове и поручил ему распоряжаться имуществом монастыря Святого Николая.
Мексис одним из первых осознал необходимость образования молодёжи на острове и выделил в октябре 1833 года 1000 таллеров на создание школы, плюс 200 таллеров, каждый год, на её содержание. Он также предусмотрел в своём завещании финансовую поддержку школы.
В политической жизни страны Мексис состоял в так называемой «русской» партии:365. Мексис вызывал уважение как взошедшего на греческий трон баварца Оттона, так и его отца короля Баварии Людвига, которого он принимал в своём особняке на Спеце в 1835 году.
Знаком королевского признания было также избрание Мексиса в 1835 году членом Государственного совета:375.
9 мая 1841 король, собственноручно, вручил Мексису, в его особняке на Спеце, высшую награду греческого государства, Орден Спасителя.
Иоаннис (Хадзияннис) Мексис умер на своём родном острове в возрасте 90 лет, в ночь с 22 на 23 августа 1844 года, прожив жизнь « полной богатства, славы и чести, господствуя своей сильной личностью в жизни своего острова».

## Особняк
Особняк Мексиса на Спеце был построен в период 1795—1798. В 1938 году особняк был подарен государству наследниками Мексиса, Каломирой Мекси и Никетой Терсиоти. Сегодня в здании располагается Музей Спеце и исторический архив острова. Перед зданием музея установлен бюст Мексиса.